# Модельний комплект

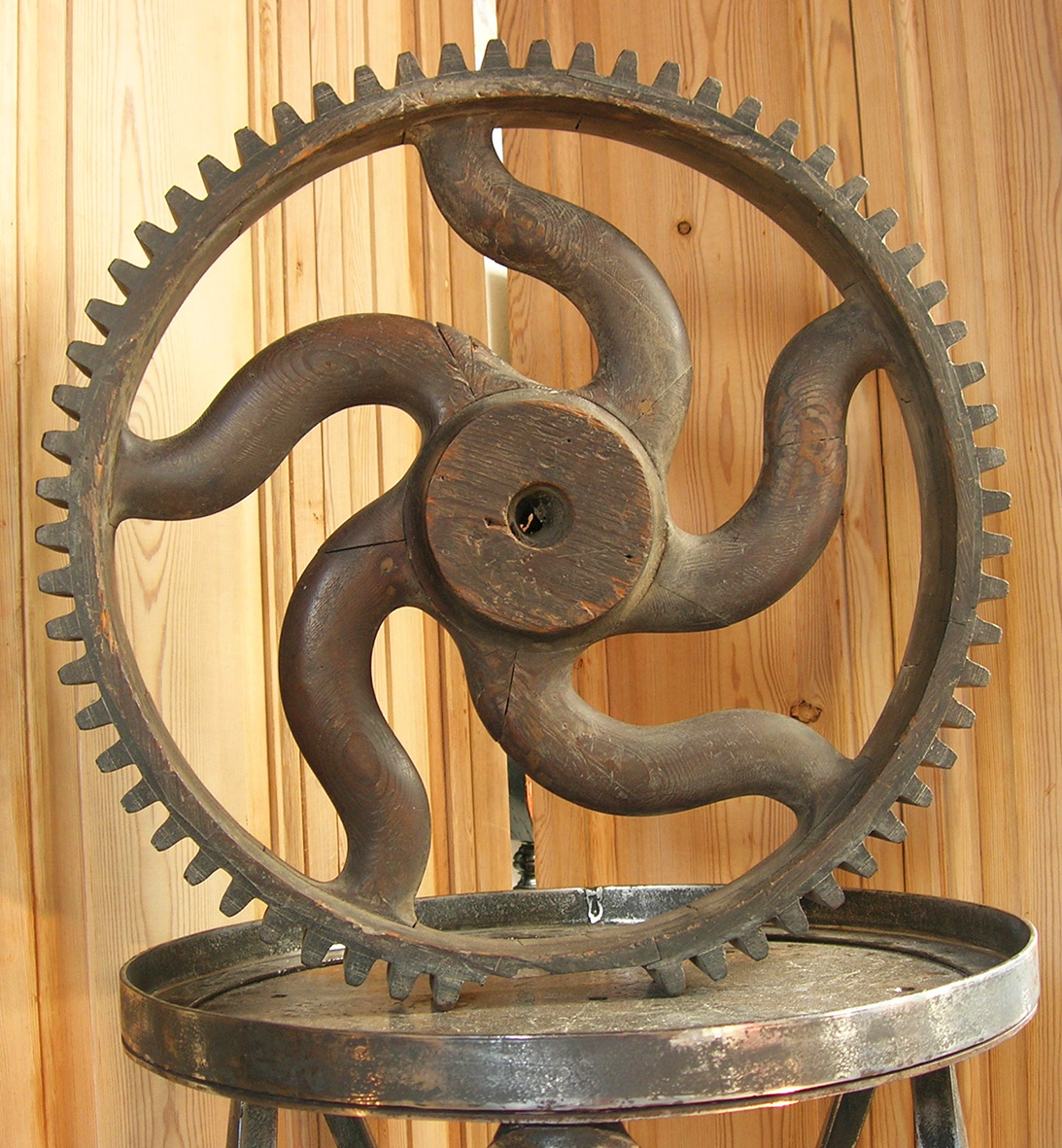
Дерев'яна ливарна модель

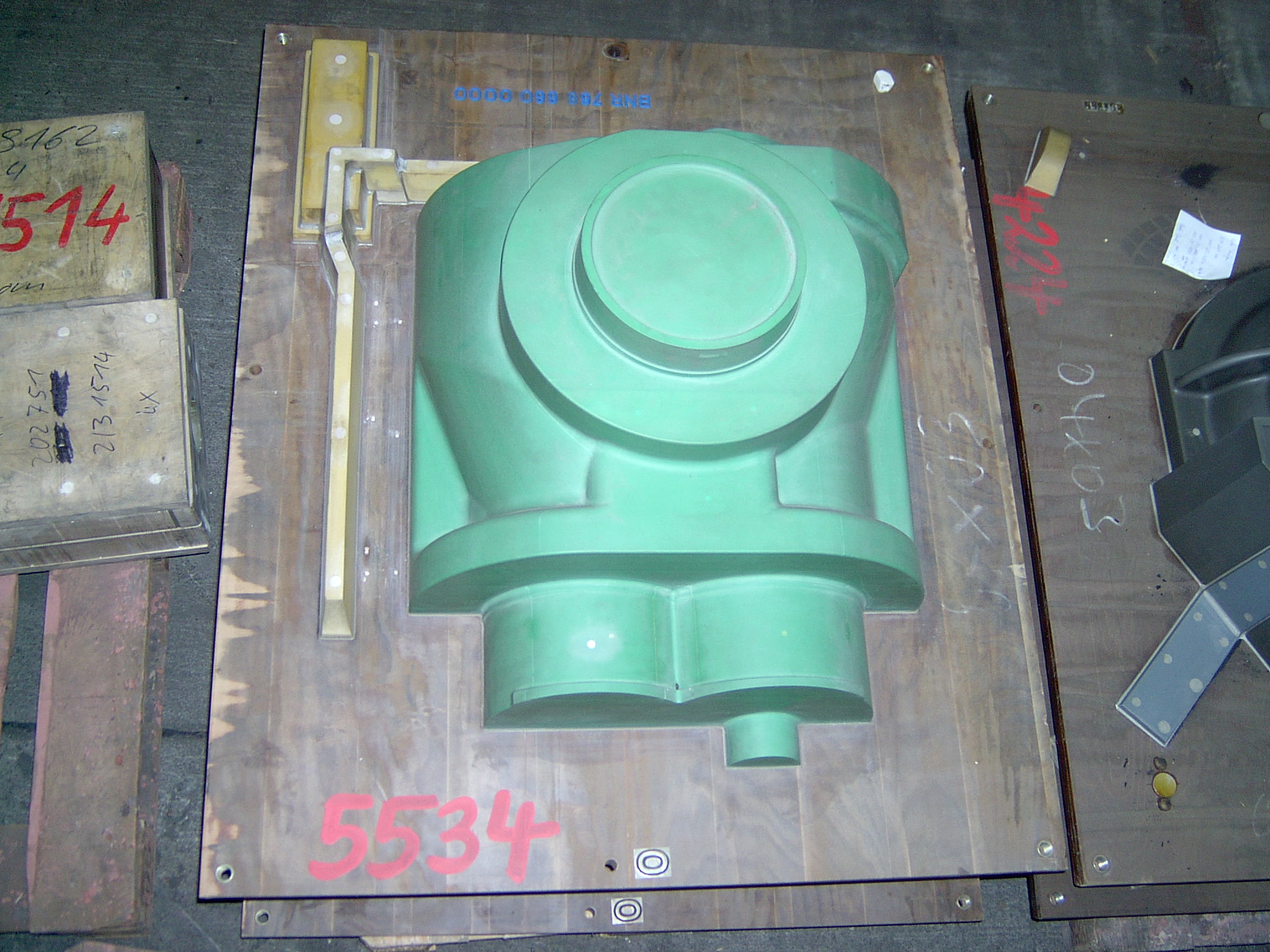
Модельна плита

Моде́льний компле́кт (англ. pattern set) — комплект ливарної технологічної оснастки, що використовується під час складання ливарної форми для утворення робочої порожнини конкретного виливка.

## Склад модельного комплекту
До складу модельного комплекту входять такі елементи оснастки:
- ливарні моделі;
- модельні і протяжні плити;
- стрижневі ящики;
- моделі частин ливникової системи;
- формувальні та контрольні шаблони;
- кондуктори;
- сушильні плити та інша оснастка

До модельного комплекту включають також і спеціалізовані опоки. Також, залежно від технології виготовлення форми, ті чи інші елементи можуть бути відсутніми.
Модельні комплекти класифікують за способом виготовлення ливарної форми і поділяють на моделі для машинного та ручного формування. Спосіб виготовлення ливарної форми є основною ознакою, що визначає тип моделі та її конструкцію.
Для ручного формування модель може мати один, два роз'єми і більше та відокремлені частини. Для машинного формування кращою є модель простішої конфігурації. Щоб не застосовувати моделі з відокремленими частинами, тобто спростити їх конфігурацію, можна використовувати зовнішні стрижні.
За габаритними розмірами стосовно стандартної класифікації опок моделі диференціюються на групи з урахуванням характеру формування. Моделі для ручного формування поділяються на дрібні — до 500 мм, середні — від 500 до 5000 мм і великі — понад 5000 мм. Моделі для машинного формування поділяються на дрібні, розміром до 150 мм, малі — від 150 до 500 мм, середні — від 500 до 1500 мм і великі — понад 1500 мм.

## Особливості виготовлення модельних комплектів
Матеріалом для модельних комплектів можуть слугувати деревина, пластмаси, метали, гіпс тощо. Вибір матеріалу визначається характером виробництва, програмою виготовлення форм, вимогами до розмірної точності та якості поверхні виливка. Існує тенденція зростання випуску виливків по металевих і пластмасових модельних комплектах. Для виливків з усіх сплавів модельні комплекти виготовляють з урахуванням лінійної усадки сплавів.
За потреби швидкозношувані частини дерев'яних моделей армують металом. Зносостійкість металевих модельних комплектів підвищують переважно хромуванням поверхонь деталей. Основним обладнанням модельних цехів або дільниць є деревообробні верстати. Металеві модельні комплекти виготовляють в металомодельних відділеннях інструментальних цехів або в металомодельних цехах. Великі модельні виробництва обслуговують декілька ливарних цехів. Для виготовлення форм і стрижнів з термореактивних матеріалів застосовується спеціальна металева оснастка (зазвичай з сірого чавуну), що витримує нагрівання до 400 °С.
Складні контури моделі та стрижневі ящики обробляють вручну, але в більшій мірі на фрезерних і токарних верстатах з виконаною попередньо розміткою модельних заготовок і виготовленням контрольних шаблонів для промірювання.